# 강윤경
강윤경은 대한민국의 텔레비전 드라마 작가이다.

## 집필 작품
- 2009년 SBS 일일드라마 《망설이지마》
- 2014년 KBS 월화드라마 《트로트의 연인》